# Ilona Maher
Ilona Delsing Rosa Maher (/ɪˈloʊnə ˈmɑːr/; 12 de agosto de 1996) é uma jogadora de rugby sevens estadunidense.

## Início da vida e educação
Ilona Maher nasceu em 12 de agosto de 1996, filha de Michael e Mieneke Maher em Burlington, Vermont. Sua mãe (nativa holandesa) é enfermeira. Ilona é a filha do meio de três; suas irmãs são Olivia e Adrianna. Maher foi incentivada a praticar esportes desde jovem, incluindo softbol da Little League.
Maher estudou na Burlington High School. Em 2018, ela se formou em enfermagem pela Quinnipiac University. Ela também recebeu um mestrado em administração de empresas em 2022 pela DeVry University.

## Carreira
Maher começou a jogar rúgbi no South Burlington School Rugby Football Club aos 17 anos. Ela já havia jogado hóquei em campo, basquete e futebol na Burlington High School, e foi incentivada a tentar o rúgbi por seu pai, que jogou no Saint Michael's College. Maher frequentou a Norwich University por um ano e jogou rúgbi. Ela foi então recrutada para se juntar ao Quinnipiac Bobcats depois que a treinadora de Quinnipiac, Becky Carlson, a observou durante uma partida entre as duas escolas. Depois de se transferir para Quinnipiac, Maher jogou como centro e ganhou três campeonatos da National Intercollegiate Rugby Association (NIRA). Ela foi nomeada para o time NIRA All-American nos três anos e, em 2017, recebeu o prêmio MA Sorensen, concedido à melhor jogadora universitária de rúgbi feminino do país. Ela foi indicada ao prêmio novamente em 2018, após sua temporada sênior, e foi eleita a Jogadora Mais Destacada no Campeonato NIRA naquele ano.
Enquanto ainda estava em Quinnipiac, Maher também jogou 7s pela Scion Rugby Academy, onde impressionou os treinadores Richie Walker e Emilie Bydwell, que a selecionaram para a seleção nacional de rúgbi sevens dos Estados Unidos. Maher fez sua estreia com a equipe da Copa do Mundo de Rúgbi Sevens dos EUA em 2018 em um torneio SVNS feminino em Paris.
Em 2021, jogou rúgbi sevens nas Olimpíadas de Verão de 2020 em Tóquio. Enquanto participava das Olimpíadas, ela lançou vários vídeos no TikTok que se tornaram virais. Ela foi selecionada novamente para representar os Estados Unidos na Copa do Mundo de Rúgbi Sevens de 2022 na Cidade do Cabo.
Maher foi nomeada para a equipe feminina de sevens dos Estados Unidos para as Olimpíadas de Verão de 2024 em Paris. Seu time derrotou a Austrália na disputa pela medalha de bronze e ganhou a primeira medalha olímpica dos EUA em sevens.

## Vida pessoal
Em 2022, ela deu um TEDxTalk e usou seu status viral no TikTok para defender a positividade corporal e aumentar a conscientização sobre os esportes femininos. Em 2024, ela foi anunciada como embaixadora da marca do desodorante Secret, bem como de uma marca de cuidados com a pele que ela cofundou, Medalist. Ela é a jogadora de rúgbi mais seguida no Instagram.
Em agosto de 2024, ela posou para a capa da edição de maiôs da Sports Illustrated. Nessa edição, ela endossou Kamala Harris na eleição presidencial dos Estados Unidos de 2024. Em setembro de 2024, Maher foi anunciada como uma das celebridades competindo na temporada 33 do Dancing with the Stars. Ela é parceira de Alan Bersten. Ela é a primeira jogadora de rúgbi a competir na história do programa dos EUA. She is the first Rugby player to compete in the US show's historys